# Morphodactyla
Morphodactyla is een geslacht van kevers uit de familie van de loopkevers (Carabidae). De wetenschappelijke naam van het geslacht is voor het eerst geldig gepubliceerd in 1889 door Semenov.

## Soorten
Het geslacht Morphodactyla omvat de volgende soorten:
- Morphodactyla alticola (Bates, 1891)
- Morphodactyla coreica Jedlicka, 1936
- Morphodactyla ishikawai (Nemoto, 1990)
- Morphodactyla kmecoi Lassalle, 2011
- Morphodactyla potanini Semenov, 1889
- Morphodactyla sehnali Lassalle, 2011
- Morphodactyla yulongensis Lassalle, 2011